# 石塚哲士
石塚 哲士（いしづか てつし、1950年11月20日 - ）は、日本の実業家。元シーアイ化成社長。元タキロンシーアイ副会長。元伊藤忠商事インドシナ代表兼伊藤忠タイ会社社長。

## 経歴
大阪府出身。1975年に横浜国立大学経済学部を卒業後、伊藤忠商事入社。1999年、無機化学品部長、2002年、合成樹脂部長、2003年、伊藤忠商事インドシナ代表兼伊藤忠タイ社長などを経て2006年執行役員(人事部長)を務めた。
2008年よりシーアイ化成に入社し、同年より取締役常務執行役員、2011年4月から取締役専務執行役員を経て2012年よりシーアイ化成代表取締役社長に就任した。最終的に2016年にシーアイ化成がタキロンに吸収合併しタキロンシーアイとなるまで、シーアイ化成社長を務めた。合併後は、タキロンシーアイ取締役副社長を務めた。

## 人物
大学時代は、長洲一二ゼミに所属して勉学に励む一方、アメリカンフットボール部創設にも尽力した。